# 诺伊马根-德龙
诺伊马根-德龙是德国莱茵兰-普法尔茨州的一个市镇。总面积16.28平方公里，总人口2172人，其中男性1069人，女性1103人（2011年12月31日），人口密度133人/平方公里。